# Alexandre Galopin

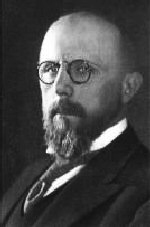
Alexandre Galopin

Alexandre Galopin (Gent, 26 september 1879 - Ukkel, 28 februari 1944) was gouverneur van de Belgische Société Générale. Voor en tijdens de Tweede Wereldoorlog was hij een vooraanstaand persoon in de industriële en financiële wereld in België.

## Levensloop
Hij was de zoon van Gérard Galopin, professor aan de universiteit van Gent en vervolgens aan de Universiteit van Luik, waarvan hij ook rector werd. Alexandre trouwde met Elisabeth Verriest, dochter van professor Gustaaf Verriest en nicht van priester en schrijver Hugo Verriest. Ze kregen vijf kinderen, onder wie een dochter die kloosterzuster werd in het Brugse Engels Klooster.
In 1904 werd hij ingenieur bij de FN in Herstal. Tijdens de Eerste Wereldoorlog werkte hij in de wapenproductie voor de Franse regering. Na de oorlog werd hij directeur bij de Société Générale de Belgique en bereikte er in 1935 de top, als gouverneur van deze belangrijkste Belgische holding.
Galopin leidde de Société Générale de Belgique en controleerde vele ondernemingen in Belgisch-Congo. Hij was ook directeur van Union Minière (sinds 1939), een van de grootste mijnbedrijven in Congo.
Galopin was in ruime mate, samen met Max-Leo Gérard en Fernand Collin, de bedenker van de Galopindoctrine, die industriële ontwikkeling toeliet in het door de nazi's bezette België tijdens de Tweede Wereldoorlog, en dit onder auspiciën van de Belgische regering die op dat moment in Engeland in ballingschap verbleef.
Het Galopin-comité bestond uit een groep bedrijfsleiders, bankiers en industriëlen die als schaduwkabinet economische en sociale maatregelen nam in België. Een van de doelstellingen was de Belgische industrie gezond houden zolang de oorlog duurde, opdat het land niet zou vervallen in economische chaos. Het comité stuitte echter ook op controverse omdat de leden ook producten aan de nazi's leverden. Alhoewel de comitéleden officieel weigerden materiaal te leveren voor militaire doeleinden, was het verschil tussen de directe levering van wapens en die van andere producten die onrechtstreeks een bijdrage leverden tot de Duitse oorlogsdoeleinden niet altijd even duidelijk.
In een boek beweert de veroordeelde oplichter Jean-Pierre Van Rossem dat Galopin als directeur van Union Minière ook aan economische collaboratie met Nazi-Duitsland deed door uranium ontgonnen door zijn mijnbedrijf te transporteren naar Duitsland, voor de constructie van een atoombom. Deze lading is onderschept door een Amerikaanse militie.. De status van Van Rossem als “historicus” is twijfelachtig. 
In 1944 werd Galopin in zijn woning vermoord door leden van DeVlag, in opdracht van Robert Verbelen. Na de oorlog werden de vier uitvoerders ter dood veroordeeld, van wie drie bij verstek.

## Eerbetoon

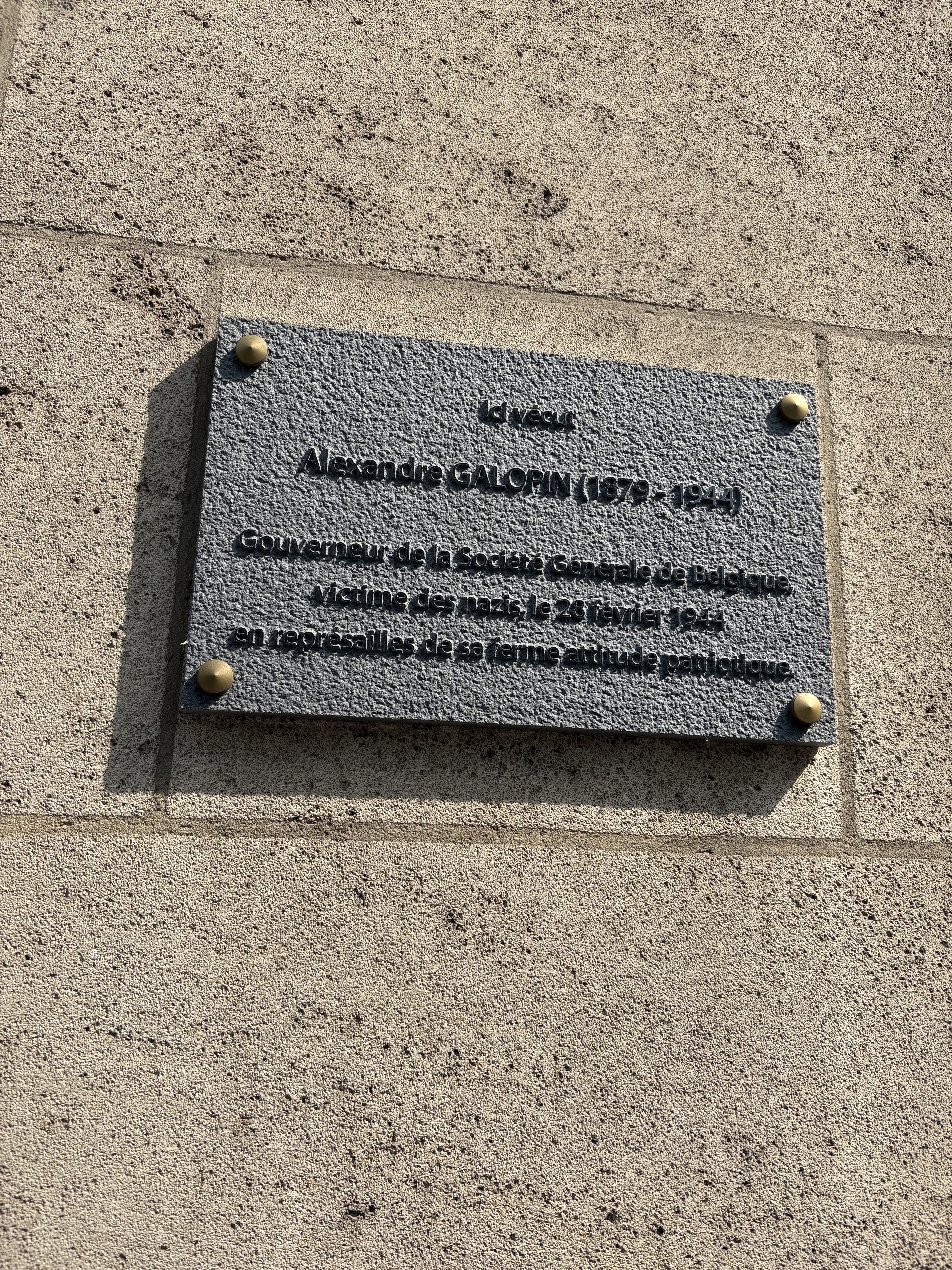
Plaat ter nagedachtenis aan Alexandre Galopin, aan zijn woonhuis.

- Na de oorlog werd Galopin verheven tot Grootofficier in de Kroonorde en kreeg hij het Burgerkruis 1940-1945.
- In 1946 werd door de Compagnie maritime belge de naam 'Gouverneur Galopin' gegeven aan een van de Congoboten.
- In Etterbeek is de Alexandre Galopinlaan naar hem genoemd. In Maizeret is er een Rue gouverneur Galopin'.

- Gouverneur Alexander Galopinstraat in Genk (Zwartberg)